# 角臺

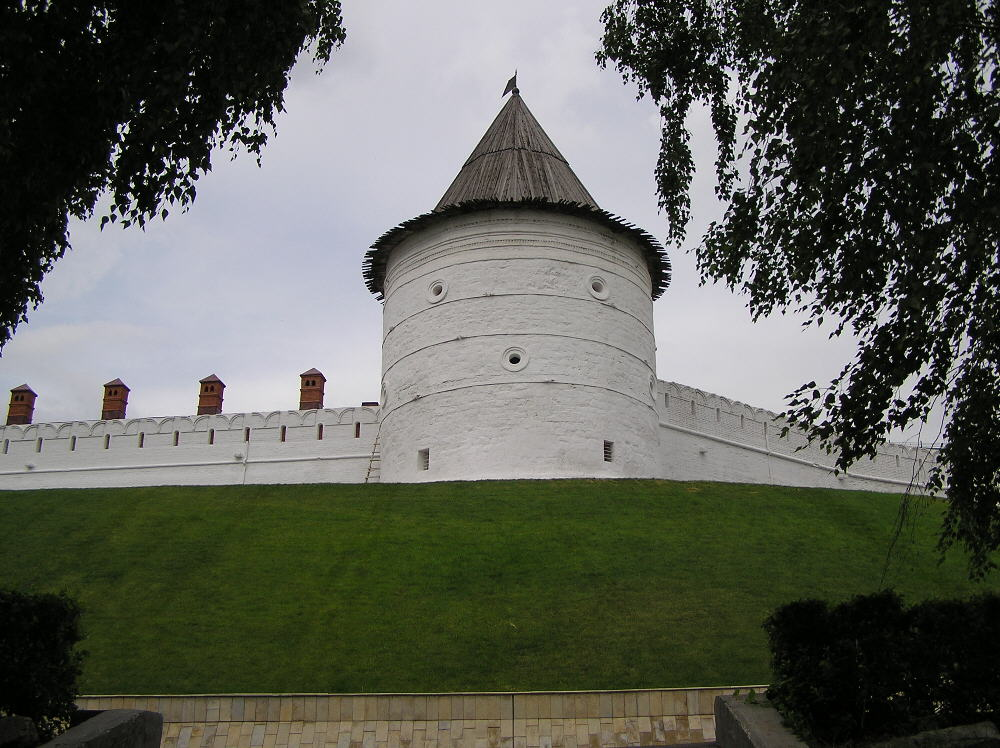
喀山克里姆林宮的角臺。

角臺（Corner towers）是建在城堡、要塞、城池角邊的敵臺（防禦臺）。

## 用途
角臺在中世紀要塞的用途與價值有兩點：
1. 對於守城方來說，中世紀要塞的拐角處比起城牆的其他部分更易被攻擊而難以防守，若敵軍佔領城牆拐角則難以擊退。因此需要在城牆拐角處築起防禦臺來彌補此弱點。
2. 角臺可以輸出縱向火力來抵禦相鄰城牆旁的敵軍，這將迫使敵軍將軍力集中在對付角臺上。[1]